# Nodulo di Copeman

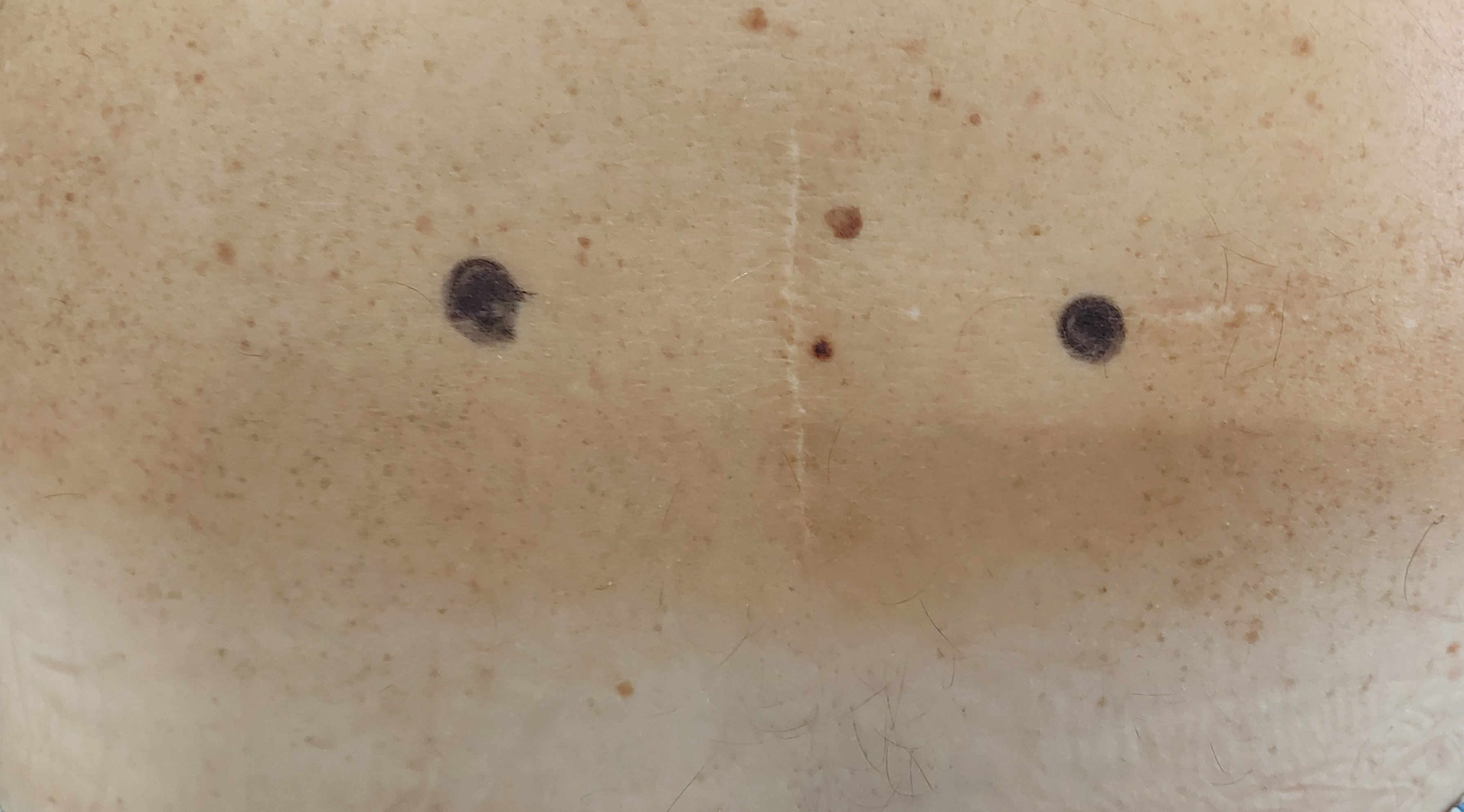
La zona in cui si trovano

Il nodulo di Copeman è una lesione benigna che consiste nell'erniazione del tessuto adiposo sottocutaneo attraverso la fascia superficiale. Denominato originariamente lipoma episacroiliaco da Ries, che per primo lo descrisse nel 1937, ha assunto tale nome da Will Copeman.

## Storia
La condizione è stata descritta per la prima volta da Ries nel 1937 come lipoma episacroiliaco, il cui trattamento include iniezioni di anestetici o escissione chirurgica. Successivamente, Copeman e Ackerman notarono la presenza di noduli in circa il 10% delle persone con problemi di schiena, la cui causa per molto tempo rimase inosservata per i medici.

## Descrizione
Molte sono le persone affette da questa banale patologia che si confonde con l'ernia del disco. Molti casi di mal di schiena sono il risultato di processi che coinvolgono i muscoli, le articolazioni, i dischi e la fascia nella regione lombo-sacrale.
Si tratta di una sindrome causata da un nodulo sottocutaneo composto da fibre e grasso, che è stato trovato nella regione sacroiliaca in quasi il 15% delle persone che si lamentano di soffrire di mal di schiena. 
Il "mouse back" descrive la sua mobilità sotto la pelle o nel muscolo, la sua consistenza gommosa e la capacità di modificare le dimensioni nel tempo. Questi noduli sono in genere indolori, ma possono diventare sintomatici.
I noduli sono composti da tessuto adiposo, separati da setti fibrosi e circondati da una capsula fibrosa. Possono essere posizionati lungo la cresta iliaca, intorno alle articolazioni sacro-iliache oppure nei bordi del muscolo sacro spinale.
Dopo una serie di autopsie, Copeman concluse che questi noduli fossero il risultato del tessuto adiposo che si ernia attraverso la fascia neurovascolare, sotto la fascia superficiale.

## Diagnosi
Si ritiene che questi noduli possano essere considerati frutto di una sindrome miofasciale, e molti medici reputano che il problema sia la pulizia della radice del nervo. 
Inoltre, una palpazione accurata della zona lombo-sacrale può consentire al medico di identificare questi noduli, in quanto sono posizionati nello strato di tessuto sottocutaneo profondo. È perciò possibile trovare uno o più noduli vicini gli uni agli altri e la tecnica migliore per la loro rilevazione è simile a quella che viene utilizzata per l'esame al torace, compiendo pressione con la superficie piana delle dita. 
Generalmente, se si avverte mal di schiena e non si soffre di deficit neurologici o disfunzioni vertebrali, è consigliabile rivolgersi al medico circa la possibilità di avere un'infiammazione provocata da un nodulo Copeman. Se ciò si verificasse, seguirà la rilevazione come già descritto. Esistono anche dei trattamenti che il medico può prescrivere, ma non sono risolutivi in quanto si tratta di un problema meccanico infiammatorio profondo.

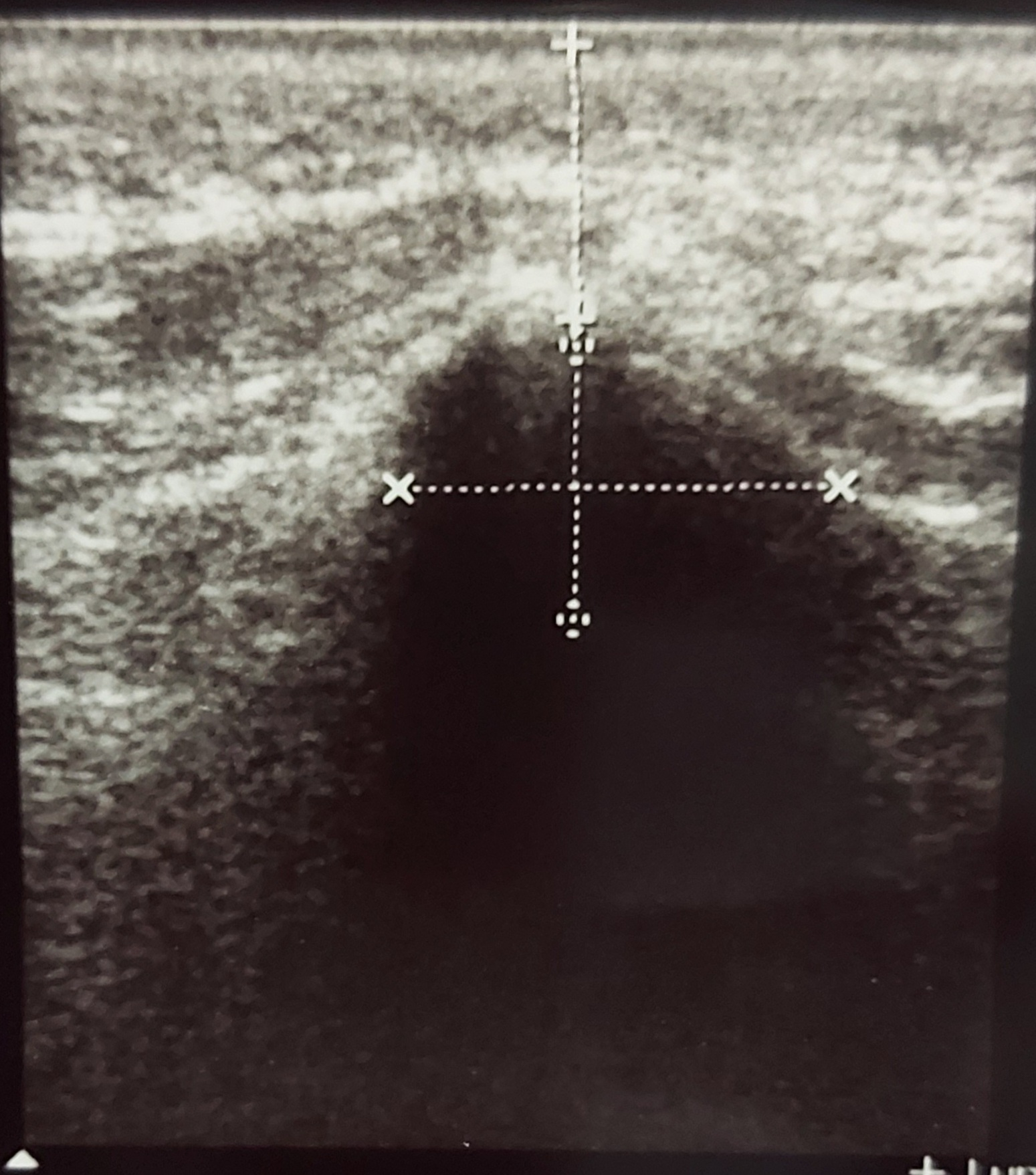
Vista ecografica del Nodulo

## Aspetto
All'indagine ecografica appare come una centimetrica (0,7-1,8 cm) lesione ipoecogena della sottocute, ben circoscritta in corrispondenza della parte superiore della cresta iliaca destra o sinistra e/o ambedue. Al power doppler non presenta vascolarizzazione.
È paragonabile ad una pallina dura di grasso bianco che sta sotto la fascia muscolare, a circa 2–3 cm sopra o vicino all'osso iliaco, dove si appoggia il nervo sciatico.

## Trattamento
Può essere trattata chirurgicamente con una banale operazione in day hospital da un chirurgo in anestesia locale con circa 3 punti di sutura. Il dolore cronico scompare immediatamente.

## Sintomi
Il lipoma o il grappolo di lipomi (2-4) causa dolore cronico alla bassa schiena e dolore al nervo sciatico, tanto da rendere impossibile stare seduti o stesi.
Altri sintomi frequenti sono il dolore al polpaccio (in genere laterale), l'impossibilità di toccarsi l'alluce con la mano a gamba tesa a 90°, dolore al gluteo, crampi.